# Danh sách tiểu hành tinh: 7801–7900
| Tên                  | Tên đầu tiên | Ngày phát hiện       | Nơi phát hiện           | Người phát hiện                                        |
| -------------------- | ------------ | -------------------- | ----------------------- | ------------------------------------------------------ |
| 7801 Goretti         | 1996 GG2     | 12 tháng 4 năm 1996  | San Marcello            | L. Tesi, A. Boattini                                   |
| 7802 Takiguchi       | 1996 XG1     | 2 tháng 12 năm 1996  | Oizumi                  | T. Kobayashi                                           |
| 7803 Adachi          | 1997 EW2     | 4 tháng 3 năm 1997   | Oizumi                  | T. Kobayashi                                           |
| 7804 Boesgaard       | 3083 P-L     | 24 tháng 9 năm 1960  | Palomar                 | C. J. van Houten, I. van Houten-Groeneveld, T. Gehrels |
| 7805 Moons           | 7610 P-L     | 17 tháng 10 năm 1960 | Palomar                 | C. J. van Houten, I. van Houten-Groeneveld, T. Gehrels |
| 7806 Umasslowell     | 1971 UM      | 16 tháng 10 năm 1971 | Hamburg-Bergedorf       | L. Kohoutek                                            |
| 7807 Grier           | 1975 SJ1     | 30 tháng 9 năm 1975  | Palomar                 | S. J. Bus                                              |
| 7808 Bagould         | 1976 GL8     | 5 tháng 4 năm 1976   | El Leoncito             | M. R. Cesco                                            |
| 7809                 | 1979 ML1     | 25 tháng 6 năm 1979  | Siding Spring           | E. F. Helin, S. J. Bus                                 |
| 7810                 | 1981 DE      | 26 tháng 2 năm 1981  | La Silla                | H. Debehogne, G. DeSanctis                             |
| 7811 Zhaojiuzhang    | 1982 DT6     | 23 tháng 2 năm 1982  | Xinglong                | Xinglong                                               |
| 7812 Billward        | 1984 UT      | 16 tháng 10 năm 1984 | Anderson Mesa           | E. Bowell                                              |
| 7813 Anderserikson   | 1985 UF3     | 16 tháng 10 năm 1985 | Kvistaberg              | C.-I. Lagerkvist                                       |
| 7814 -               | 1986 CF2     | 13 tháng 2 năm 1986  | La Silla                | H. Debehogne                                           |
| 7815 Dolon           | 1987 QN      | 21 tháng 8 năm 1987  | La Silla                | E. W. Elst                                             |
| 7816 Hanoi           | 1987 YA      | 18 tháng 12 năm 1987 | Ayashi Station          | M. Koishikawa                                          |
| 7817 Zibiturtle      | 1988 RH10    | 14 tháng 9 năm 1988  | Cerro Tololo            | S. J. Bus                                              |
| 7818 Muirhead        | 1990 QO      | 19 tháng 8 năm 1990  | Palomar                 | E. F. Helin                                            |
| 7819 -               | 1990 RR3     | 14 tháng 9 năm 1990  | Palomar                 | H. E. Holt                                             |
| 7820 -               | 1990 TU8     | 14 tháng 10 năm 1990 | Kleť                    | A. Mrkos                                               |
| 7821 -               | 1991 AC      | 8 tháng 1 năm 1991   | Yatsugatake             | Y. Kushida, O. Muramatsu                               |
| 7822 -               | 1991 CS      | 13 tháng 2 năm 1991  | Siding Spring           | R. H. McNaught                                         |
| 7823 -               | 1991 PF10    | 7 tháng 8 năm 1991   | Palomar                 | H. E. Holt                                             |
| 7824 Lynch           | 1991 RM2     | 7 tháng 9 năm 1991   | Palomar                 | E. F. Helin                                            |
| 7825 -               | 1991 TL1     | 10 tháng 10 năm 1991 | Palomar                 | J. Alu                                                 |
| 7826 Kinugasa        | 1991 VO      | 2 tháng 11 năm 1991  | Kitami                  | A. Takahashi, K. Watanabe                              |
| 7827 -               | 1992 QE2     | 22 tháng 8 năm 1992  | Palomar                 | H. E. Holt                                             |
| 7828 -               | 1992 SD13    | 28 tháng 9 năm 1992  | Kitami                  | M. Yanai, K. Watanabe                                  |
| 7829 Jaroff          | 1992 WY4     | 21 tháng 11 năm 1992 | Palomar                 | E. F. Helin                                            |
| 7830 Akihikotago     | 1993 DC1     | 24 tháng 2 năm 1993  | Yatsugatake             | Y. Kushida, O. Muramatsu                               |
| 7831 François-Xavier | 1993 FQ      | 21 tháng 3 năm 1993  | Palomar                 | E. F. Helin                                            |
| 7832 -               | 1993 FA27    | 21 tháng 3 năm 1993  | La Silla                | UESAC                                                  |
| 7833 Nilstamm        | 1993 FV32    | 19 tháng 3 năm 1993  | La Silla                | UESAC                                                  |
| 7834 -               | 1993 JL      | 14 tháng 5 năm 1993  | Kushiro                 | S. Ueda, H. Kaneda                                     |
| 7835 Myroncope       | 1993 MC      | 16 tháng 6 năm 1993  | Catalina Station        | T. B. Spahr                                            |
| 7836 -               | 1993 TG      | 9 tháng 10 năm 1993  | Uenohara                | N. Kawasato                                            |
| 7837 Mutsumi         | 1993 TX      | 11 tháng 10 năm 1993 | Yatsuka                 | H. Abe, S. Miyasaka                                    |
| 7838 Feliceierman    | 1993 WA      | 16 tháng 11 năm 1993 | Farra d'Isonzo          | Farra d'Isonzo                                         |
| 7839 -               | 1994 ND      | 3 tháng 7 năm 1994   | Siding Spring           | R. H. McNaught                                         |
| 7840 Hendrika        | 1994 TL3     | 5 tháng 10 năm 1994  | NRC-DAO                 | G. C. L. Aikman                                        |
| 7841 -               | 1994 UE1     | 31 tháng 10 năm 1994 | Nachi-Katsuura          | Y. Shimizu, T. Urata                                   |
| 7842 Ishitsuka       | 1994 XQ      | 1 tháng 12 năm 1994  | Kitami                  | K. Endate, K. Watanabe                                 |
| 7843 -               | 1994 YE1     | 22 tháng 12 năm 1994 | Kushiro                 | S. Ueda, H. Kaneda                                     |
| 7844 Horikawa        | 1995 YL1     | 21 tháng 12 năm 1995 | Oizumi                  | T. Kobayashi                                           |
| 7845 Mckim           | 1996 AC      | 1 tháng 1 năm 1996   | Oizumi                  | T. Kobayashi                                           |
| 7846 Setvák          | 1996 BJ      | 16 tháng 1 năm 1996  | Kleť                    | M. Tichý                                               |
| 7847 Mattiaorsi      | 1996 CS8     | 14 tháng 2 năm 1996  | Asiago                  | U. Munari, M. Tombelli                                 |
| 7848 Bernasconi      | 1996 DF1     | 22 tháng 2 năm 1996  | Sormano                 | M. Cavagna, A. Testa                                   |
| 7849 Janjosefrič     | 1996 HR      | 18 tháng 4 năm 1996  | Ondřejov                | P. Pravec, L. Šarounová                                |
| 7850 Buenos Aires    | 1996 LH      | 10 tháng 6 năm 1996  | Mount Hopkins           | L. Macri                                               |
| 7851 Azumino         | 1996 YW2     | 29 tháng 12 năm 1996 | Chichibu                | N. Sato                                                |
| 7852 Itsukushima     | 7604 P-L     | 17 tháng 10 năm 1960 | Palomar                 | C. J. van Houten, I. van Houten-Groeneveld, T. Gehrels |
| 7853 Confucius       | 2086 T-2     | 29 tháng 9 năm 1973  | Palomar                 | C. J. van Houten, I. van Houten-Groeneveld, T. Gehrels |
| 7854 Laotse          | 1076 T-3     | 17 tháng 10 năm 1977 | Palomar                 | C. J. van Houten, I. van Houten-Groeneveld, T. Gehrels |
| 7855 Tagore          | 4092 T-3     | 16 tháng 10 năm 1977 | Palomar                 | C. J. van Houten, I. van Houten-Groeneveld, T. Gehrels |
| 7856 Viktorbykov     | 1975 VB1     | 1 tháng 11 năm 1975  | Nauchnij                | T. M. Smirnova                                         |
| 7857 Lagerros        | 1978 QC3     | 22 tháng 8 năm 1978  | Mount Stromlo           | C.-I. Lagerkvist                                       |
| 7858 Bolotov         | 1978 SB3     | 16 tháng 9 năm 1978  | Nauchnij                | L. V. Zhuravleva                                       |
| 7859 Lhasa           | 1979 US      | 19 tháng 10 năm 1979 | Kleť                    | A. Mrkos                                               |
| 7860 Zahnle          | 1980 PF      | 6 tháng 8 năm 1980   | Anderson Mesa           | E. Bowell                                              |
| 7861 Messenger       | 1981 EK25    | 2 tháng 3 năm 1981   | Siding Spring           | S. J. Bus                                              |
| 7862 Keikonakamura   | 1981 EE28    | 2 tháng 3 năm 1981   | Siding Spring           | S. J. Bus                                              |
| 7863 Turnbull        | 1981 VK      | 2 tháng 11 năm 1981  | Anderson Mesa           | B. A. Skiff                                            |
| 7864                 | 1982 EE      | 14 tháng 3 năm 1982  | Kleť                    | A. Mrkos                                               |
| 7865                 | 1982 FG3     | 21 tháng 3 năm 1982  | La Silla                | H. Debehogne                                           |
| 7866 Sicoli          | 1982 TK      | 13 tháng 10 năm 1982 | Anderson Mesa           | E. Bowell                                              |
| 7867 Burian          | 1984 SB1     | 20 tháng 9 năm 1984  | Kleť                    | A. Mrkos                                               |
| 7868 Barker          | 1984 UX2     | 16 tháng 10 năm 1984 | Anderson Mesa           | E. Bowell                                              |
| 7869 Pradun          | 1987 RV3     | 2 tháng 9 năm 1987   | Nauchnij                | L. I. Chernykh                                         |
| 7870                 | 1987 UP2     | 25 tháng 10 năm 1987 | Đài thiên văn Brorfelde | P. Jensen                                              |
| 7871 Tunder          | 1990 SW4     | 22 tháng 9 năm 1990  | La Silla                | E. W. Elst                                             |
| 7872 -               | 1990 UC      | 18 tháng 10 năm 1990 | Oohira                  | T. Urata                                               |
| 7873 Böll            | 1991 AE3     | 15 tháng 1 năm 1991  | Tautenburg Observatory  | F. Börngen                                             |
| 7874 -               | 1991 BE      | 18 tháng 1 năm 1991  | Karasuyama              | S. Inoda, T. Urata                                     |
| 7875 -               | 1991 ES1     | 7 tháng 3 năm 1991   | Kushiro                 | S. Ueda, H. Kaneda                                     |
| 7876 -               | 1991 VW3     | 11 tháng 11 năm 1991 | Kushiro                 | S. Ueda, H. Kaneda                                     |
| 7877 -               | 1992 AH1     | 10 tháng 1 năm 1992  | Uenohara                | N. Kawasato                                            |
| 7878 -               | 1992 DZ      | 27 tháng 2 năm 1992  | Uenohara                | N. Kawasato                                            |
| 7879 -               | 1992 EX17    | 3 tháng 3 năm 1992   | La Silla                | UESAC                                                  |
| 7880 -               | 1992 OM7     | 19 tháng 7 năm 1992  | La Silla                | H. Debehogne, Á. López G.                              |
| 7881 Schieferdecker  | 1992 RC7     | 2 tháng 9 năm 1992   | La Silla                | E. W. Elst                                             |
| 7882 -               | 1993 FL6     | 17 tháng 3 năm 1993  | La Silla                | UESAC                                                  |
| 7883 -               | 1993 GD1     | 15 tháng 4 năm 1993  | Palomar                 | H. E. Holt                                             |
| 7884 -               | 1993 HH7     | 24 tháng 4 năm 1993  | La Silla                | H. Debehogne                                           |
| 7885 -               | 1993 KQ2     | 17 tháng 5 năm 1993  | Catalina Station        | T. B. Spahr                                            |
| 7886 Redman          | 1993 PE      | 12 tháng 8 năm 1993  | Climenhaga              | D. D. Balam                                            |
| 7887 Bratfest        | 1993 SU2     | 18 tháng 9 năm 1993  | Catalina Station        | C. W. Hergenrother                                     |
| 7888 -               | 1993 UC      | 20 tháng 10 năm 1993 | Siding Spring           | R. H. McNaught                                         |
| 7889 -               | 1994 LX      | 15 tháng 6 năm 1994  | Kitt Peak               | Spacewatch                                             |
| 7890 Yasuofukui      | 1994 TC3     | 2 tháng 10 năm 1994  | Kitami                  | K. Endate, K. Watanabe                                 |
| 7891 Fuchie          | 1994 VJ7     | 11 tháng 11 năm 1994 | Nyukasa                 | M. Hirasawa, S. Suzuki                                 |
| 7892 Musamurahigashi | 1994 WQ12    | 27 tháng 11 năm 1994 | Nyukasa                 | M. Hirasawa, S. Suzuki                                 |
| 7893 -               | 1994 XY      | 2 tháng 12 năm 1994  | Nachi-Katsuura          | Y. Shimizu, T. Urata                                   |
| 7894 Rogers          | 1994 XC1     | 6 tháng 12 năm 1994  | Oizumi                  | T. Kobayashi                                           |
| 7895 Kaseda          | 1995 DK1     | 22 tháng 2 năm 1995  | Kashihara               | F. Uto                                                 |
| 7896 Švejk           | 1995 EC      | 1 tháng 3 năm 1995   | Kleť                    | Z. Moravec                                             |
| 7897 Bohuška         | 1995 EL1     | 12 tháng 3 năm 1995  | Ondřejov                | L. Šarounová                                           |
| 7898 Ohkuma          | 1995 XR1     | 15 tháng 12 năm 1995 | Oizumi                  | T. Kobayashi                                           |
| 7899 Joya            | 1996 BV3     | 30 tháng 1 năm 1996  | Oizumi                  | T. Kobayashi                                           |
| 7900 Portule         | 1996 CV8     | 14 tháng 2 năm 1996  | Cima Ekar               | U. Munari, M. Tombelli                                 |